# Geraeus
Geraeus är ett släkte av skalbaggar. Geraeus ingår i familjen vivlar.

## Dottertaxa tillGeraeus, i alfabetisk ordning[1]
- Geraeus affinis
- Geraeus albiventris
- Geraeus albolineatus
- Geraeus albosetosus
- Geraeus albosignatus
- Geraeus amplicollis
- Geraeus arcuatirostris
- Geraeus arcufascia
- Geraeus aspersus
- Geraeus aureomicans
- Geraeus balaninoides
- Geraeus balteatus
- Geraeus basinotatus
- Geraeus batesoni
- Geraeus bellax
- Geraeus bicruciatus
- Geraeus bifurcatus
- Geraeus biplagiatus
- Geraeus bipustulatus
- Geraeus bituberculatus
- Geraeus breviusculus
- Geraeus candidus
- Geraeus capillosus
- Geraeus cemas
- Geraeus ciliatipes
- Geraeus clavieri
- Geraeus coarctatus
- Geraeus convexiusculus
- Geraeus corrugatus
- Geraeus costatus
- Geraeus crucifer
- Geraeus curvispinis
- Geraeus decemlineatus
- Geraeus dipositus
- Geraeus dolus
- Geraeus dugesi
- Geraeus duplaris
- Geraeus duponti
- Geraeus euronyx
- Geraeus euryonyx
- Geraeus farinosus
- Geraeus flagellifer
- Geraeus furcifer
- Geraeus gaucho
- Geraeus gaumeri
- Geraeus gentilis
- Geraeus gracilis
- Geraeus hirtipes
- Geraeus hospes
- Geraeus hybridus
- Geraeus hypocritus
- Geraeus inchoatus
- Geraeus incolatus
- Geraeus iners
- Geraeus inornatus
- Geraeus laevicollis
- Geraeus lentiginosus
- Geraeus leucomelas
- Geraeus lineatulus
- Geraeus lineellus
- Geraeus littoralis
- Geraeus longiclava
- Geraeus longiusculus
- Geraeus managuensis
- Geraeus mendax
- Geraeus merens
- Geraeus metoecus
- Geraeus nitidus
- Geraeus nubifer
- Geraeus nudipennis
- Geraeus octomaculatus
- Geraeus omiltenae
- Geraeus omissus
- Geraeus orichalceus
- Geraeus pallidicornis
- Geraeus pauxillus
- Geraeus perascites
- Geraeus pexus
- Geraeus picumnus
- Geraeus pilosus
- Geraeus podagrosus
- Geraeus postmaculatus
- Geraeus puellus
- Geraeus puerulus
- Geraeus pugnax
- Geraeus puncticollis
- Geraeus rectispinis
- Geraeus rubritarsis
- Geraeus scabripennis
- Geraeus scabrosus
- Geraeus scitus
- Geraeus sculpticollis
- Geraeus scutatus
- Geraeus senilis
- Geraeus serratispinis
- Geraeus simoni
- Geraeus simulator
- Geraeus sinuatipes
- Geraeus sinuatispinis
- Geraeus spiniger
- Geraeus spinipectus
- Geraeus squamirostris
- Geraeus subaeratus
- Geraeus subinermis
- Geraeus submaculatus
- Geraeus taeniatus
- Geraeus teapanus
- Geraeus tectus
- Geraeus tenebricosus
- Geraeus tenuescens
- Geraeus tenuiclava
- Geraeus tenuispinis
- Geraeus tenuistriatus
- Geraeus tetrastigma
- Geraeus tonsilis
- Geraeus tonsus
- Geraeus trilineatus
- Geraeus trinidadensis
- Geraeus trinotatus
- Geraeus triplaris
- Geraeus trivittatus
- Geraeus tuberculifer
- Geraeus tumidirostris
- Geraeus undatus
- Geraeus unicolor
- Geraeus unicornis
- Geraeus varipes
- Geraeus varius
- Geraeus viridicans
- Geraeus x-album
- Geraeus x-notatum